# Dealu Bradului
Dealu Bradului – wieś w Rumunii, w okręgu Ardżesz, w gminie Săpata. W 2011 roku liczyła 201 mieszkańców.